# Juan Ignacio Otero
 (juillet 2019).
Si vous disposez d'ouvrages ou d'articles de référence ou si vous connaissez des sites web de qualité traitant du thème abordé ici, merci de compléter l'article en donnant les références utiles à sa vérifiabilité et en les liant à la section « Notes et références ».
Pour les articles homonymes, voir Otero.
Juan Ignacio Otero Couceiro, né le 1er juin 1929 à La Corogne et mort dans la même ville le 27 juillet 2019, est un footballeur espagnol des années 1950 et 1960.

## Biographie
Formé au Deportivo La Corogne pendant six saisons, Juan Ignacio Otero joue son premier match en tant que gardien de but le 14 septembre 1952, contre le FC Barcelone. Il remporte en 1954 le trophée Zamora, avec 35 buts encaissés en 25 matchs. 
Il quitte en 1958 le Deportivo pour le Betis Séville, pendant quatre saisons, sans rien remporter. Il est transféré au Grenade CF, pour quatre saisons, terminant vice-champion de D2 espagnole en 1966, année où il prend sa retraite.

## Palmarès
- Trophée Zamora
  - Récompensé en 1954
- Championnat d'Espagne de football D2
  - Vice-champion en 1966